# Hrvatski franjevački biografski leksikon
Hrvatski franjevački biografski leksikon u izdanju Leksikografskog zavoda Miroslav Krleža iz 2010. godine, jednosveščana je monografija posvećena franjevcima na hrvatskom povijesnom, narodnom i kulturnom prostoru. U Leksikonu se mogu naći podatci o radu i životu oko dvije tisuće osoba, njihovu vjerskom, crkvenom, kulturnom, prosvjetnom, znanstvenom, gospodarskom, političkom, ali i humanitarnom radu, a riječ je o franjevcima i franjevkama koji su rođeni, djelovali ili umrli u hrvatskoj sredini. 
Knjiga je svojevrsna povijest Reda na hrvatskom prostoru izložena kroz djelovanje pojedinca u obliku 2051 leksikonske biografije, koje vjerno prikazuju prinos pojedinca smještena u vrijeme, prostor i svoju redovničku zajednicu, hrvatskoj kulturi, pismenosti, znanosti i vjerskom identitetu.
Leksikon je objavljen povodom obilježavanja 800. obljetnice utemeljenja franjevačkoga reda i gotovo punih 800 godina franjevačke prisutnosti na hrvatskom narodnom, političkom, kulturnom i crkvenom području, kao zajedničko djelo Leksikografskog zavoda Miroslav Krleža i Vijeća franjevačkih zajednica Hrvatske i Bosne i Hercegovine. 

## O izdanju
- Godina izdanja: 2010
- Urednici: Franjo Emanuel Hoško, Pejo Ćošković, Vicko Kapitanović
- Broj članaka: 2051
- Broj stranica: 589
- Broj ilustracija: 552

## Vanjske poveznice
- Leksikografski zavod Miroslav Krleža